# Floriane Hot
Floriane Hot (Tolosa, 27 aprile 1991) è una maratoneta francese.
È la campionessa del mondo dei 100 chilometri 2022.

## Biografia
Nata a Tolosa, Floriane Hot è cresciuta lì giocando a calcio. Ha iniziato la formazione come controllore del traffico aereo presso l'École nationale de l'aviation civile, poi si è trasferita ad Aix-en-Provence per lavorare presso l'Aerodromo di Aix-en-Provence. Abbandonò il calcio e iniziò a correre dove ottenne buoni risultati. Ha vinto, tra l'altro, la mezza maratona di Salon-de-Provence nel 2019.
Nel 2022 accetta la sfida lanciata dal suo compagno Nicolas Navarro di correre una corsa di 100 chilometri. Dopo aver seguito una preparazione specifica in Kenya, si è presentata al via dei campionati francesi di specialità a Belvès. Ha dominato la gara e ha vinto in 7:42:24, quasi quaranta minuti davanti alla sua più vicina inseguitrice Stéphanie Gicquel. Il 27 agosto ha preso parte ai campionati del mondo dei 100 chilometri a Bernau bei Berlin. Ha avuto un inizio complicato ma ha finito per recuperare molti dei suoi avversari. È riuscita ad aumentare il ritmo nella seconda parte di gara e si è ritrovata in testa alla corsa accanto alla connazionale Camille Chaigneau che guidava da sola. Alla fine ha fatto la differenza e ha vinto in 7 ore 4 minuti 3 secondi aggiudicandosi il titolo mondiale. Ha anche stabilito un nuovo record femminile europeo sulla distanza. Con le sue compagne di squadra Camille Chaigneau e Stéphanie Gicquel, ha vinto anche la medaglia d'argento nella classifica a squadre.

## Campionati nazionali
2021
- 10ª ai campionati francesi di mezza maratona - 1h19'56"

2024
- Oro ai campionati francesi di maratona - 2h46'02"

2025
- Bronzo ai campionati francesi di maratona - 2h50'38"

## Altre competizioni internazionali
2021
- 35ª alla Maratona di Valencia ( Valencia) - 2h41'32"

2025
- 39ª alla Mezza maratona di Barcellona ( Barcellona) - 1h15'50"